# بشملة بنغالية
بشملة بنغالية (الاسم العلمي:Eriobotrya bengalensis) هي نوع غير مؤكد من النباتات تتبع جنس البشملة من الفصيلة الوردية. تم وصف هذا النوع من النبات علمياً لأول مرة من قبل جوزيف دالتون هوكر ووليام ركسبورغ سنة 1878. سمي هذا النوع نسبةً إلى بنغلاديش.